# زلزال كونستيتسيون 2012
وقع زلزال كونستيتسيون في 25 مارس 2012، الساعة 7:37 مساءً بالتوقيت المحلي. وبلغت شدته 7.1 درجة، وكان مركز الزلزال على بعد 23 كـم (14 ميل) شمال شرق مدينة كونستيتسيون، في منطقة مولي في تشيلي. وفقًا للخبراء، يعتبر هذا الزلزال بمثابة تابع قوي ومتأخر لزلزال تشيلي العظيم الذي وقع في 27 فبراير 2010.
شعر السكان بالزلزال في المناطق الممتدة من كوكيمبو إلى إقليم لوس لاغوس، حيث كان إقليم مولي الأكثر تضررًا وتسبب في حدوث اضطرابات شديدة في منطقتي أوهيغينز وبيو بيو، اللتين تضررتا من زلزال عام 2010.

## الهزة الأرضية
وقع الزلزال في الساعة 19:37 بالتوقيت المحلي، وبلغت شدته القصوى وفق مقياس مركالي الدرجة الثامنة (شديد ). شعر السكان بالزلزال في العاصمة التشيلية سانتياغو بقوة الدرجة الرابعة (خفيف).

## التأثير
كانت مدينة كونستيتسيون في منطقة مولي الأكثر تضررًا لأنها الأقرب إلى مركز الزلزال، حيث ألحق الزلزال أضرارًا جسيمة بمدرسة ودمر مستشفى المدينة. بالإضافة إلى ذلك، تُرك العديد من السكان بدون كهرباء أو مياه شرب. أجلي حوالي ألف شخص من منازلهم إلى مناطق مرتفعة خوفًا من حدوث تسونامي. في تالكا، عاصمة الإقليم، تسبب الزلزال بأضرار لعدة مدارس، ما أدى إلى تعليق الدراسة مؤقتًا. أُخلي المركز التجاري في المدينة على الفور من الزوار والعمال المحليين. في بارال، توفي شخص واحد من نوبة قلبية. في كوريكو، انهارت ثمانية منازل بسبب الزلزال.
تم الإبلاغ عن أضرار متوسطة في مدن تشيلان وكونسبسيون ورانكاغوا، حيث دمرت ستة منازل، اثنان في أوهيغينز، وأربعة في نوبل وواحد في لوتا.
في مدن فالبارايسو وسانتياغو وتيموكو وبويرتو مونت والمدن الأصغر، تسبب الزلزال بأضرار طفيفة فقط.

## أنظر أيضاً
- قائمة الزلازل في عام 2012
- قائمة الزلازل في تشيلي